# Statilia Messalina
Statilia Messalina est en 66 la troisième épouse de l'empereur Néron. Elle lui survit et faillit épouser l'éphémère empereur Othon.

## Biographie
Née vers l'an 35, elle appartient à la haute aristocratie de Rome. Elle est la fille de Titus Statilius Taurus Corvinus, consul en 45, et l'arrière-petite-fille de Titus Statilius Taurus, consul par deux fois et qui reçut le triomphe.
Son premier époux est le consul Marcus Julius Vestinus Atticus avec lequel elle a un fils qui meurt en 88. Vers 65, elle devient l'amante de Néron, déjà du vivant de Poppée. Si cette dernière, jalouse de son emprise sur Néron, ne l'a pas fait tuer, c'est vraisemblablement parce qu'elle ne représentait pas une menace. Elle n'était pas vraiment ambitieuse mais faisait partie des « coquettes » de la haute société romaine.
Poppée meurt en mai 65. Néron va d'abord essayer de se remarier à Claudia Antonia, la fille de Claude et d'Aelia Paetina (sa demi-sœur par adoption). Comme celle-ci refuse, Néron la fait tuer sous prétexte qu'elle fomentait un complot. Elle était sa dernière proche parente. Néron se tourne alors vers son ancienne maîtresse, Statilia Messalina. Vestinus son mari est forcé à se suicider et Néron épouse Statilia Messalina en mai 66. Dès le mois de septembre, Néron quitte sa jeune épouse pour un voyage de plus d'un an en Grèce.
Elle est une impératrice discrète. Parce qu'elle n'en a pas l'occasion ou parce qu'elle ne le désira pas, elle ne prend jamais part aux affaires d'État. Elle ne reçoit jamais le titre d'Augusta qui aurait fait d'elle une impératrice à part entière et la partenaire féminine de l'empereur (qui porte le surnom d'Auguste). Lorsque le régime s'effondre, elle quitte discrètement le Palatin et laisse Claudia Acte, le premier amour de Néron, veiller sur les derniers jours de l'empereur. C'est cette affranchie qui s'occupe de donner une sépulture à Néron après son suicide le 11 juin 68.
Le calme revenu, la veuve de Néron, reparaît dans la vie mondaine. Othon lui aurait proposé le mariage. Elle refuse et finit sa vie, dans le calme, à Rome.

## Sources
- Suétone, Vie de Néron.
- Fabia Ph., Le troisième mariage de Néron, RPh, XIX, 1895, p. 218 - 231.
- Griffin, Miriam, Nero. The End of a Dynasty. Batsford, London, 1984.
- Raepsaet-Charlier M.-Th., Prosopographie des femmes de l'ordre sénatorial (Ier – IIe siècles), 2 vol., Louvain, 1987, 360 ff.